# Simon the Sorcerer II: The Lion, the Wizard and the Wardrobe
Simon the Sorcerer II: The Lion, the Wizard and the Wardrobe (of kortweg: Simon the Sorcerer II) is een avonturenspel ontwikkeld door Adventure Soft en uitgebracht in 1995.
Op de pc werd het spel zowel uitgebracht op diskette als cd-rom. De disketteversie had een kopieprotectie en men had de handleiding nodig om het spel op te starten. De cd-romversie bevatte deze beveiliging niet. Daarnaast had de cd-romversie wel ingesproken dialogen. In dit spel werd de stem van Simon ingesproken door Brian Bowles waardoor Simon ouder klinkt. In dit spel wordt hij rond de achttien jaar geschat.
De Amiga-versie zou initieel ook uitkomen in 1995 maar die werd geschrapt nadat Commodore aankondigde de productie te stoppen. Desondanks kwam het spel toch uit in 2000 via Epic Interactive Entertainment, thans RuneSoft.

## Verhaal
De geest van de kwaadaardige magiër Sordid is terug levend geworden nadat de vader van Runt een toverboek vernietigt. Runt is een jongeman die tovenaar wil worden. Sordid wil Runt opleiden op voorwaarde dat Runt helpt in een wraakactie op Simon.
Enkele maanden later is het fort van Sordid terug opgebouwd. Het lichaam van Sordid is een soort van robot. Sordid stuurt een magische kleerkast naar Simon. Wanneer Simon in de kleerkast stapt, zou hij in het fort van Sordid moeten belanden. Echter belandt Simon aan het huis van Calypso. Simon dient Sordid en Runt terug uit te schakelen. Ten slotte dient hij de brandstof "mucusade" te vinden die voldoende stroom kan leveren zodat hij terug naar zijn eigen wereld kan terugkeren ...